# Mas (Ulldecona)
El Mas és un edifici d'Ulldecona (Montsià) inclòs a l'Inventari del Patrimoni Arquitectònic de Catalunya.

## Descripció
Es tracta d'un mas situat al Camí del Molí, a la vora de la séquia Mare. Consta de baixos i planta superior, i té teulada a dues aigües. La porta principal, amb llinda i muntants de pedra, es troba perpendicular al carener. S'hi pot observar encara que les obertures estaven emmarcades amb pintura vermella, igual que les cantoneres. El mal estat dels murs, arrebossats, deixa al descobert els carreus de les cantoneres. A la façana principal, disposada simètricament amb la porta centrada i una finestra llindada a cada banda, una motllura separa la planta baixa de la planta superior. A la planta superior, dotze finestres es distribueixen rítmicament al llarg de la façana principal. La ubicació d'aquest edifici, a tocar de la séquia Mare, així com la disposició de les finestres de la planta superior, fa pensar que es podria tractar d'un antic molí.